# Lycocerus suturellus
Lycocerus suturellus là một loài bọ cánh cứng trong họ Cantharidae. Loài này được Motschulsky miêu tả khoa học năm 1860.